# مهيرأباد
مهيرأباد (في السنسكريتية، «مهير» تعنى صديق وهي نسبة للمعلم الروحي مهير بابا. وآباد تيعني تسوية مزدهرة، أو مستعمرة مزدهرة). كانت في الأصل أشرم (أي خلوة صلاه) أنشأها مهير بابا قرب قرية أرانغاون في الهند عام 1923. تبعد حوالي 9 كيلومتر (6 ميل) جنوب أحمدناغار. الآن هي موقع ضريح بابا، فضلا عن مرافق وأماكن إقامة للحجاج الذين يزورون الضريح. هناك عدد كبير من المباني المرتبطة في الغالب بالعقود الأولى من عمل بابا، كما يوجد مقابر لبعض تلاميذه، ومجموعة من أماكن الإقامة والحج الخيرية. العديد من عشاق وأتباع بابا يعملون أو يعيشون في المنطقة المجاورة.
تشتهر ميهراباد بأنها موقع حج يأتي إليها أتباع مهر بابا الشرقيين والغربيين حيث يزورها حوالي 30,000 حاج في يوم أمارتثي (إحياء ذكرى وفاته في 31 كانون الثاني / يناير).  هناك أيضا مستوصف ومدرسة مجانية .
أنشئت في مايو 1923 حين اتخذها مهير بابا أول سكن دائم له ولتلاميذه في منطقة أحمد نكر.  في عام 1944، نقل ميهرا منزله إلى الشمال إلى مهرازاد، على بعد 24 كيلومتر (15 ميل) على الجانب الآخر من آحمد نجر. 
مركز مهير للحج هو المرفق الإداري المركزي لملاذ حجاج مهير بابا. يتم إغلاق المركز خلال فترة الصيف الهندي الحار من 15 مارس إلى 15 يونيو من كل عام. في 15 يونيو 2006 ، تم إنشاء مرفق حج جديدة مع بناء ملاذ جديد على مساحة 88,000 قدم مربع (8,200 م2) .  تم تصميم كل من مركز الحجاج والملاذ من قبل المهندس المعماري تيد جودسون.

## روابط خارجية
- ميهراباد التاريخية
- Meherabad التاريخ والوصف
- جولة صور في مواقع مهيرأباد